# Episodi di 14º Distretto (ottava stagione)
L'ottava stagione della serie televisiva 14º Distretto è stata trasmessa in anteprima in Germania da Das Erste tra il 26 ottobre 1993 e l'11 gennaio 1994.
| nº | Titolo originale          | Titolo italiano | Prima TV Germania | Prima TV Italia |
| -- | ------------------------- | --------------- | ----------------- | --------------- |
| 1  | Ellens Abschied (I)       | inedito         | 18 gennaio 1994   | inedito         |
| 2  | Ellens Abschied (II)      | inedito         | 1º febbraio 1994  | inedito         |
| 3  | Der erste Tag             | inedito         | 1º febbraio 1994  | inedito         |
| 4  | Kein Tag wie jeder andere | inedito         | 8 febbraio 1994   | inedito         |
| 5  | Karaoke                   | inedito         | 15 febbraio 1994  | inedito         |
| 6  | Frühdienst                | inedito         | 22 febbraio 1994  | inedito         |
| 7  | Manege frei               | inedito         | 1º marzo 1994     | inedito         |
| 8  | Die großen Ferien         | inedito         | 8 marzo 1994      | inedito         |
| 9  | Kopfgeld                  | inedito         | 15 marzo 1994     | inedito         |
| 10 | Wer zuletzt lacht         | inedito         | 22 marzo 1994     | inedito         |
| 11 | Schutzengel               | inedito         | 29 marzo 1994     | inedito         |
| 12 | Body-Check                | inedito         | 5 aprile 1994     | inedito         |